# Parafia Najświętszej Maryi Panny Wspomożenia Wiernych w Borowlanach
Parafia Najświętszej Maryi Panny Wspomożenia Wiernych w Borowlanach – rzymskokatolicka parafia znajdująca się w archidiecezji mińsko-mohylewskiej, w dekanacie Mińsk-Wschód, na Białorusi.

## Historia
Parafia erygowana została w 2001. Początkowo wierni gromadzili się w drewnianej kaplicy. Później zbudowano murowany kościół.